# Kaiserlich Japanische Heeresluftstreitkräfte
Die Kaiserlich Japanischen Heeresluftstreitkräfte (japanisch 帝国陸軍航空隊 Teikoku Rikugun Kōkūtai, wörtlicher „Luftstreitkräfte des Heeres des Kaiserreichs“) waren die landgestützten Luftstreitkräfte des Kaiserlich Japanischen Heeres (als Anglizismus Kaiserlich Japanische Armee). In ihnen waren hauptsächlich die Luftstreitkräfte und Flugabwehrkräfte des Heeres versammelt, doch daneben stellten sie auch Bodentruppen sowie Fallschirmjäger zur Verwendung beim Heer auf.
Die Kaiserlich Japanische Marine besaß hingegen mit den Kaiserlich Japanischen Marineluftstreitkräften eigene Luftstreitkräfte, die dem Marineministerium unterstellt waren und deswegen unabhängig von der Heeresluftwaffe operierten.
Das „Hauptquartier der Heeresluftstreitkräfte“ (陸軍航空本部, rikugun kōkū hombu, engl. Army Air Force Headquarters), ein nach mehreren Vorläuferinstitutionen seit dem Ersten Weltkrieg in dieser Form 1925 eingerichtetes „Außenamt“ (gaikyoku) des Heeresministeriums (auch Armeeministerium oder Kriegsministerium), befand sich im Tokioter Stadtteil Hayabusachō. 1938 wurde das rikugun kōkū sōkan-bu (陸軍航空総監部, etwa „Abteilung des Generalinspekteurs der Heeresluftstreitkräfte“, engl. Inspectorate General of Aviation) unter Leitung des „Generalinspekteurs der Heeresluftstreitkräfte“ (rikugun kōkū sōkan, engl. Inspector General of Aviation) eingerichtet, der gleichzeitig an der Spitze des Hauptquartiers der Heeresluftstreitkräfte stand.

## Organisation und Führung

### Oberkommando der Luftstreitkräfte
Die Kaiserlich Japanischen Heeresluftstreitkräfte in Japan hatte bis 1945 mehrere Oberbefehlshaber, unter ihnen Kriegs- und Premierminister Tōjō Hideki. Die Kaiserliche Luftwaffe unterstand dem Heeresministerium, und als Oberbefehlshaber der Armeestreitkräfte übernahm der Kriegsminister den Oberbefehl über die japanische Luftwaffe.

### Gliederung im Pazifikkrieg
Vor Kriegsbeginn gliederte sich die Kaiserliche Luftwaffe in vier Luftarmeen, denen Luftflotten als Territorialbereiche unterstellt waren: der Luftarmee 1 (Tokio) unterstanden insgesamt vier Luftflotten, die die japanischen Hauptinseln verteidigten. Die Luftarmee 2 (Hsinking) war seit der Eroberung der Mandschurei 1932 im Marionettenstaat Mandschukuo stationiert und bestand aus drei Luftflotten, während die Luftarmee 5, die aus vier Luftflotten bestand, seit 1935 in den besetzten Teilen Chinas operierte. Die Luftarmee 6, der zwei Luftflotten unterstellt waren, verteidigte Taiwan, Korea und Okinawa. Nach Beginn des Pazifikkrieges wurden zwei weitere Luftarmeen aufgestellt, die 3. und 4., deren vier Luftflotten jeweils in Singapur und Rabaul stationiert waren.
Die Luftflotten der kaiserlichen Luftwaffe waren Dienststellen, die bestimmte territoriale Aufgaben übernahmen, und denen eine bestimmte Anzahl von Flugzeugen angehörte. Die Luftflotten bestanden maximal aus 600 Maschinen sowie mehreren Tausend Piloten und Bodenpersonalmännern. Diese Soldaten waren vor allem am Unterhalt aller Einrichtungen und Flugplätze der Heeresluftstreitkräfte beteiligt.
Später im Kriege befehligten die Luftflotten, deren Zahl von 1940 bis 1944 auf zwanzig stieg, die Verbände der japanischen Luftwaffe an der Front. Die Luftflotten waren von 1 bis 26 durchnummeriert (die Nummerierung war nicht durchlaufend, da zuvor einige Luftflotten zusammengelegt worden waren) und waren jeweils den verschiedenen Luftarmeen unterstellt, wobei jeder Luftflotte mindestens sechs Rollfelder zugewiesen wurden.

## Geschichte
Bereits im Russisch-Japanischen Krieg der Jahre 1904–1905 setzte die Kaiserlich Japanische Armee im Laufe der Kämpfe Heißluftballons für die Beobachtung aus der Luft ein. Diese Ballons wurden vor allem bei der Belagerung von Port Arthur und über der Stadt Harbin eingesetzt, wobei sie von den russischen Schützen und den feindlichen Batterien wegen ihrer großen Flughöhe nicht getroffen werden konnten. Im Jahre 1910, wenige Jahre nach dem Ende der Feindseligkeiten in der Mandschurei, beschaffte sich die Kaiserliche Armee ihr erstes Flugzeug, einen Farman-Doppeldecker, der aus Europa importiert wurde. Ein ernsthaftes Interesse des japanischen Heeresministeriums an der Militärluftfahrt entwickelte sich jedoch erst während des Ersten Weltkrieges und den Luftkämpfen in Europa. Japanische Militärbeobachter in Frankreich und Flandern erkannten schnell die Vorteile der neuen Flugtechnologie, wodurch sowohl Aufklärung als auch Angriffe gegen feindliche Infanterietruppen geflogen werden konnten, so dass nach dem Ende des Krieges große Mengen an nun in Europa überzähligen alliierten Flugzeugen, wie englische Sopwith 1 ½ Strutter, französische Nieuport Bébé und Flugzeuge der Firma Deperdussin von der japanischen Armee gekauft wurden. Auch einige ehemalige Flugzeuge des Deutschen Kaiserreiches wurden von Japan gekauft, darunter Maschinen der Firma Fokker.
Die japanischen Heeresluftstreitkräfte wurde im Januar 1919 einer eigenen Befehlskette innerhalb des japanischen Heeresministeriums zugewiesen. 1920 kamen die Flugzeuge der japanischen Truppen während der Sibirischen Intervention zum ersten aktiven Kampfeinsatz gegen die Verbände der bolschewistischen Roten Armee bei den Kämpfen um Wladiwostok.
Die erste japanische Flugzeugfabrik, die Nakajima-Hikōki-Werke, wurde 1918 durch Nakajima Chikuhei in Tokio und Musashino gegründet und baute später Nieuport 24 und Nieuport 29C1 sowie Hispano-Suiza-Motoren in Lizenz. Die größten Fabriken waren in Tokio, Ōta, Donryu und Musashino. Später wurden auch Gloster Gannet und Bristol Jupiter von Nakajima gebaut. In ähnlicher Weise begann auch Mitsubishi die Produktion von französischen Salmson-2-Bombern und stellte deutsche Ingenieure wie Richard Vogt für die Entwicklung eigener Produkte ein, während die autonome Firma Kawasaki Flugzeugmotoren von BMW in Lizenz baute. Zum Ende der 1920er-Jahre wurden in Japan eigene spezielle Flugzeugkonstruktionen entwickelt: ab 1930 begann Nakajima für die japanische Marine einige Trägerflugzeuge zu bauen, während Mitsubishi und Kawasaki weitere Modelle bereitstellten, um die Anforderungen des Heeres zu erfüllen. Bereits 1935 stand Japan eine große Anzahl technisch ausgereifter Flugzeuge zur Verfügung, die durch Piloten der Kaiserlichen Heeresfliegerakademie geflogen wurden.
1937, mit dem Beginn des Zweiten Japanisch-Chinesischen Krieges, konnte die japanische Heeresluftwaffe auf 1.500 Flugzeuge zählen: die meisten Geschwader bestanden aus Doppeldeckern, doch Ende der 1930er-Jahre konnten auch die ersten Eindecker gebaut werden, wie das Bombenflugzeug Mitsubishi Ki-21. Während der Kämpfe in China mussten die japanischen Maschinen häufig gegen sowjetische Flugzeuge des Typs Polikarpow I-16 kämpfen.
1941 wies die Heeresluftwaffe eine Stärke von etwa 3.000 für den Kampfeinsatz geeigneten Flugzeugen auf. In den ersten Jahren des Pazifikkriegs setzte Japan die technische Entwicklung und Produktion fortschrittlicher Flugzeugtypen fort und genoss aufgrund der überlegenen Ausrüstung und der Kampferfahrung der Flugzeugbesatzungen über den meisten Schlachtfeldern die Lufthoheit. Erfahrene Flugzeugbesatzungen erlitten bei den Kampfeinsätzen zunehmend Verluste. Die in ihrer Existenz bedrohte Heeresluftwaffe schreckte in ihrer Verzweiflung schließlich auch nicht vor Kamikaze-Angriffen (Tokubetsu-Tokkōtai) gegen die alliierte Übermacht zurück.

## Strategie
Der vorrangige Zweck der Heeresluftwaffe lag in den ersten Jahren des Pazifikkrieges vor allem darin, den japanischen Bodentruppen taktische Luftnahunterstützung zu leisten, bei gleichzeitiger begrenzter Gefechtsfeldabriegelung. In den letzten Jahren des Krieges jedoch wurde die japanische Luftwaffe auch dafür benutzt, die kriegswichtigen Industrien auf Honshū vor den amerikanischen Bombern B-29 Superfortress zu schützen. Die Heeresluftwaffe übte normalerweise jedoch keine Kontrolle über die Aufklärungs- und Beobachtungsflugzeuge aus, die für die Artillerieeinheiten im Einsatz waren. Auch die Marineflugzeuge unterstanden logischerweise nicht dem Befehl der Heeresluftwaffe.
Wenngleich die Heeresluftwaffe in der Anfangsphase des Krieges auch eine strategische Bombardierung größerer chinesischer Städte wie Shanghai und Chongqing betrieb, war das nicht ihre primäre Aufgabe; zudem fehlten ihr schwere strategische Bomber, wie sie später von den United States Army Air Forces gegen Japan eingesetzt wurden.

## Produktion
Leider sind Stückzahlen zu Flugzeugproduktion nur ab 1930 überliefert, und die US-Amerikaner, die sie nach dem Zweiten Weltkrieg im USSBS (United States Strategic Bombing survey) sammelten, trennten nicht zwischen Heeres- und Marineflugzeugen. Insgesamt nahm die Produktion folgenden Verlauf, wobei etwa je zur Hälfte Heeres- und Marineflugzeuge gebaut worden sein dürften:
| Jahr | 1930 | 1931 | 1932 | 1933 | 1934 | 1935 | 1936 | 1937 | 1938 | 1939 | 1940 | 1941 | 1942 | 1943   | 1944   | 1945   |
| ---- | ---- | ---- | ---- | ---- | ---- | ---- | ---- | ---- | ---- | ---- | ---- | ---- | ---- | ------ | ------ | ------ |
| Typ  | 445  | 368  | 691  | 766  | 688  | 952  | 1181 | 1511 | 3201 | 4467 | 4768 | 5088 | 8861 | 16.693 | 28.180 | 11.066 |

Wir können einen starken Produktionsanstieg von 1937 nach 1938 (ausgelöst durch den Zweiten Japanisch-Chinesischen Krieg) feststellen sowie einen weiteren Produktionssprung nach dem Angriff auf Pearl Harbor am 7. Dezember 1941. Das USSBS liefert auch für die Zeit 1941 bis 1945 die Zahl der einzelnen Flugzeuggattungen wie auch der Motoren und der Propeller:
| Jahr           | 1941   | 1942   | 1943   | 1944   | 1945   | Summe   |
| -------------- | ------ | ------ | ------ | ------ | ------ | ------- |
| Jagdflugzeuge  | 1080   | 2935   | 7147   | 13811  | 5474   | 30.447  |
| Bomber         | 1461   | 2433   | 4189   | 5100   | 1934   | 15.117  |
| Aufklärer      | 639    | 967    | 2070   | 2147   | 855    | 6678    |
| Schulflugzeuge | 1489   | 2171   | 2871   | 6147   | 2573   | 15.801  |
| Sonstige       | 419    | 355    | 416    | 975    | 280    | 2445    |
| Flugmotoren    | 12.151 | 16.999 | 28.571 | 46.526 | 12.360 | 116.577 |
| Propeller      | 12.621 | 22.362 | 31.703 | 54.452 | 19.922 | 141.060 |

Entgegen mancher Lesart wirkten sich die US-amerikanischen Luftangriffe auf das japanische Mutterland zunächst überhaupt nicht auf den Produktionsumfang aus, zumal diese sich auch zunächst (wie auch in Deutschland) nicht gegen die Industrie, sondern – wie beispielhaft gezeigt bei den Luftangriffen auf Tokio – gegen die Wohngebiete der Bevölkerung richteten. Was indessen den Einsatz der japanischen Flugzeuge 1945 zum Erliegen brachte, war der Treibstoffmangel: Jeglicher Treibstoff musste aus Indonesien herangeschafft werden. Die entsprechenden Tanker wurden von den Amerikanern systematisch angegriffen und versenkt. Weniger Treibstoff bedeutete eine geringere Probelaufzeit für die Motoren, geringere Zeit zum Einfliegen der fertigen Maschinen, geringere Ausbildungszeit für die Piloten und schließlich überhaupt geringere Möglichkeit, fertiggestellte Flugzeuge überhaupt in die Luft zu bringen.

## Organisation

### Abteilungen der Heeresluftwaffe
- Oberkommandeur der Heeresluftwaffe
- Stabsabteilung der Heeresluftwaffe
- Abteilung für allgemeine Angelegenheiten und Verwaltung
- Generalinspektor der Luftfahrt
  - Einheit für allgemeine Angelegenheiten des Inspektorats der Heeresluftfahrt
- Abteilung für Ausbildung und Schulung
- Akademie der Heeresluftwaffe
- Büro für Versorgung
- Heeresluftwaffen-Arsenal von Tachikawa
- Transportabteilung der Heeresluftwaffe
- Aufklärungs-Abteilung der Heeresluftwaffe

### Einsatzhistorie
Vor dem Ersten Weltkrieg bildete das „Fliegerbataillon“ (航空大隊, Kōkū Daitai), bestehend aus zwei Staffeln (中隊, Chūtai) mit je neun Flugzeugen sowie drei Reserve-Flugzeugen und weiteren drei für die Hauptquartiere reservierten Flugzeugen, die Basiseinheit der Heeresluftwaffe. Jedes dieser Bataillone verfügte somit über 27 Flugzeuge.
Am 5. Mai 1927 wurden aufgrund einer Reorganisation das „Fliegerregiment“ (飛行連隊, Hikō Rentai) eingeführt, welches aus zwei Bataillons mit je bis zu vier Staffeln bestand. Jedes Fliegerregiment war eine Mehrzweckeinheit, bestehend aus Staffeln mit Jagdflugzeugen und Staffeln mit Aufklärern.
Zu Beginn des zweiten Japanisch-Chinesischen Krieges 1937 wurde im Einsatz die Verwendung vieler kleiner Einheiten bevorzugt, was zur Gründung zahlreicher „unabhängiger Fliegerbataillone“ (独立飛行大隊, Dokuritsu Hikō Daitai) oder sogar „unabhängiger Staffeln“ (独立飛行中隊, Dokuritsu Hikō Chūtai) führte. Jede dieser Einheiten führte ihre eigenen unverwechselbaren Markierungen.
Im August 1938 führte eine vollständige Reorganisation der Heeresluftwaffe zur Aufstellung der „Luftkampfgruppe“ (飛行戦隊, Hikō Sentai), die alle bisherigen Fliegerbataillone und Fliegerregimenter ersetzte. Jede Luftkampfgruppe diente einem spezifischen Einsatzzweck und bestand in der Regel aus drei Staffeln, die wiederum in drei „Schwärme“ (小隊, shōtai) mit je drei Flugzeugen unterteilt waren. Zusammen mit Ersatzflugzeugen und Flugzeugen für das Hauptquartier bestand eine Luftkampfgruppe aus insgesamt 45 Jagdflugzeugen oder bis zu 30 Bombern oder Aufklärern. Zwei oder mehr dieser Luftkampfgruppen bildeten eine „Fliegerdivision“ (飛行団, Hikōdan), die wiederum mit Basis- und Versorgungseinheiten und einer Anzahl von unabhängigen Geschwadern ein „Fliegerkorps“ (飛行集団, Hikō Shūdan) bildeten.
1942 wurden die Fliegerkorps zu „Fliegerdivisionen“ (飛行師団, Hikō Shidan) umbenannt, um die Terminologie der Infanteriedivisionen widerzuspiegeln. Die Struktur wurde jedoch beibehalten. Zwei Fliegerdivisionen bildeten zusammen mit einigen unabhängigen Einheiten eine „Luftarmee“ (航空軍, Kōkū gun).
Die japanische Heeresluftwaffe war fast während des gesamten Pazifikkriegs in vier Luftarmeen organisiert. Erst gegen Ende des Krieges gab es zwei zusätzliche Luftarmeen.
- 1. Luft-Armee: Hauptquartier in Tokio, operierte über den japanischen Heimatinseln, Taiwan, Korea und Karafuto
- 2. Luft-Armee: Hauptquartier in Hsinking, operierte in Mandschuko
- 3. Luft-Armee: Hauptquartier in Singapur, operierte in Südostasien
- 4. Luft-Armee: Hauptquartier in Rabaul, operierte über den Salomonen und Neuguinea
- 5. Luft-Armee: Hauptquartier in Nanjing, operierte über den japanisch besetzten Gebieten Chinas
- 6. Luft-Armee: operierte über Taiwan und Okinawa

Im April 1944 wurde eine letzte Reorganisation der Heeresluftwaffe durchgeführt. Die Einheiten für die Wartung und Reparaturen, die bisher unter einem separaten Kommando standen, wurden in die Luftkampfgruppen (Hiko Sentai) eingegliedert. Die fliegenden Staffeln der Luftkampfgruppen wurden in „Angriffseinheiten“ (攻撃隊 Kōgekitai) umbenannt und die Bodeneinheiten als „Wartungseinheiten“ (整備隊, Seibitai) bezeichnet.

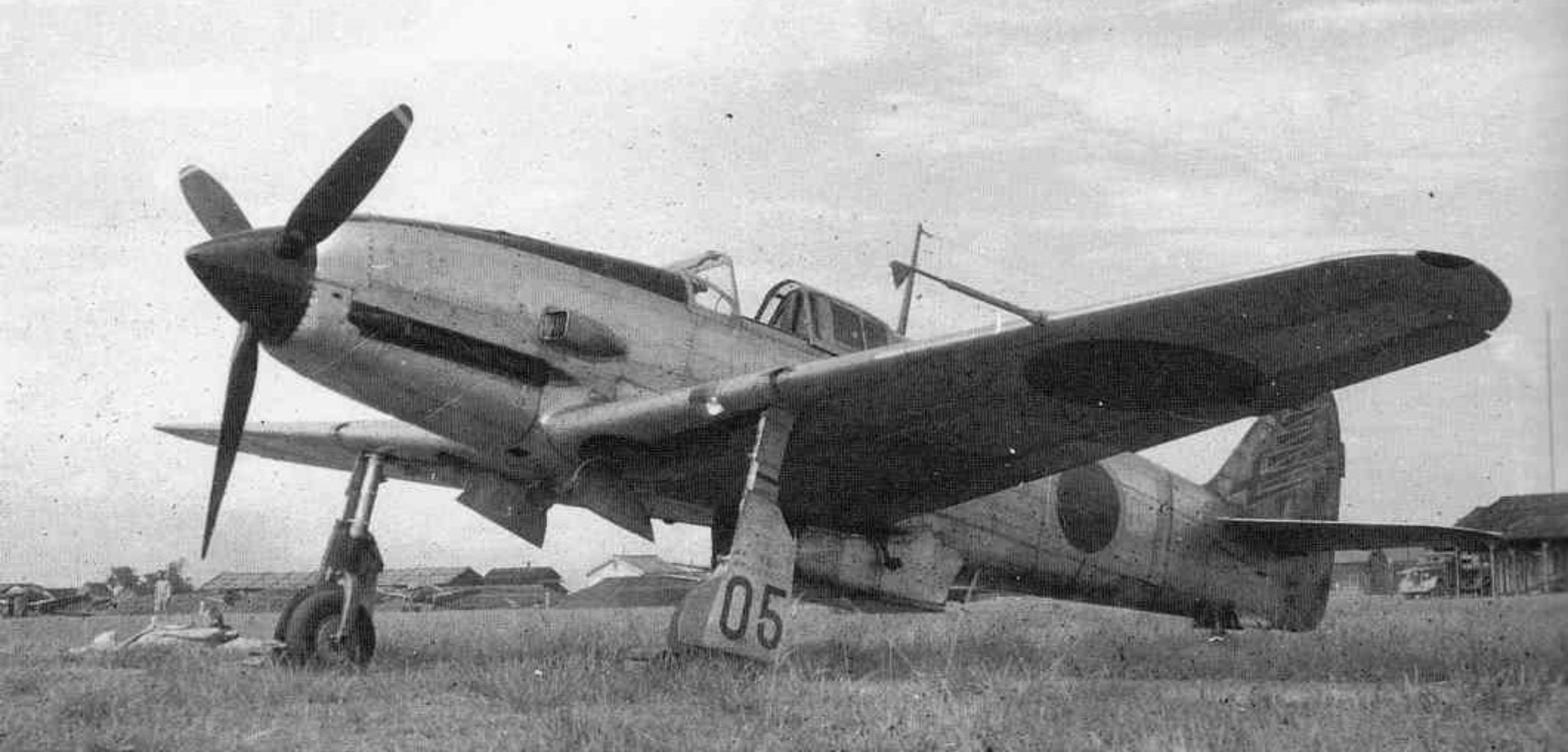
Kawasaki Ki-61

Eine weitere Änderung im Endstadium des Krieges war die Bildung von „Spezialangriffseinheiten“, welche kurzlebige Einheiten mit eigenen Namen, die häufig der japanischen Mythologie oder Geschichte entliehen waren, und Markierungen darstellten, aber in bestehende Geschwader eingegliedert waren. Diese Einheiten wurden speziell für Rammeinsätze gegen alliierte Bomber ausgebildet. In der Regel wurden dazu die Bewaffnung ausgebaut und die Flugzeugrümpfe verstärkt.
In der Endphase des Krieges entwickelten sich die „Spezialangriffseinheiten“ zu zweckbestimmten Selbstopferungs-Einheiten für Kamikaze-Missionen. Rund 170 solcher Einheiten wurden aufgestellt, davon allein 57 von den Flugschulen. Mit theoretisch zwölf Flugzeugen pro Einheit kamen so schließlich 2.000 Flugzeuge zusammen.

## Stärke
1939 bestand die japanische Heeresluftwaffe aus:
- 33.000 Personen
- Über 1.600 Flugzeuge (inklusive 1.375 Fronteinsatzflugzeuge).
- Die Flugzeuge waren auf 85 Staffeln verteilt:
  - 36 Jagdflieger-Staffeln
  - 28 leichte Bomber-Staffeln
  - 20 mittlere Bomber-Staffeln
  - 2 U-Jäger-Staffeln

1945 bestand die japanische Heeresluftwaffe aus:
- 60.000 Personen[3]
- Über 9.000 Flugzeuge (inklusive 7.406 Fronteinsatzflugzeuge).
- Die Flugzeuge waren auf 597 Staffeln verteilt:
  - 323 Jagdflieger-Staffeln
  - 70 Kamikaze-Staffeln
  - 93 leichte Bomber-Staffeln
  - 81 mittlere Bomber-Staffeln
  - 12 U-Jäger-Staffeln[4]

## Heeresluftwaffen-Arsenal
Die japanische Heeresluftwaffe hatte eine technische Einrichtung: das erste Heeresluftwaffen-Arsenal von Tachikawa, das sich mit der Erforschung der Luftfahrt und eigenen Entwicklungen befasste. Dazu gehörte auch ein Testbetrieb für erbeutete alliierte Flugzeuge.
Das Heeresluftwaffen-Arsenal stand zudem in Verbindung mit den Firmen Tachikawa Hikōki und Rikugun Kokukosho, die Flugzeuge für die Heeresluftwaffe herstellten und dem Heer angehörten.

## Geleitflugzeugträger des Heeres

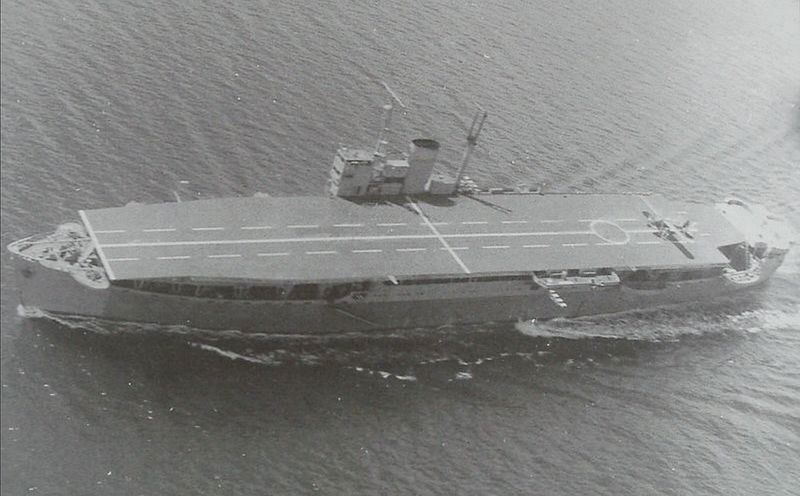
Die Akitsu Maru 1944.

Aufgrund der schlechten Beziehungen zwischen dem Kaiserlich Japanischen Heer und der Kaiserlich Japanischen Marine hielt das Heer es für erforderlich, eigene „Flugzeugträger“ als Luftunterstützung bei Landeoperationen und Begleitschutz für die Transportschiffkonvois des Heeres zu betreiben. Diese Geleitflugzeugträger waren umgebaute kleinere Passagierschiffe oder Handelsschiffe. Von diesen Geleitflugzeugträgern aus konnten, abhängig von Typ und Größe, 8 bis 38 Flugzeuge operieren. Da die Flugzeuge von den kurzen Decks zwar starten, aber nicht wieder landen konnten, dienten die Träger des Heeres aber fast nur als Flugzeug-Transportschiffe. Außerdem dienten diese Schiffe zum Transport von Personal und Panzern.
Zu diesen Geleitflugzeugträgern gehörten das Depot- und Reparaturschiff für Landungsboote Akitsu Maru und die Handelsflugzeugträger Yamashio Maru und Kumano Maru, die alle von zivilen Besatzungen bedient wurden. Heerespersonal bediente die leichten und schweren Flugabwehrkanonen.
In einigen Quellen werden die Akitsu Maru und ihr Schwesterschiff, die Nigitsu Maru, als die weltweit ersten amphibischen Angriffsschiffe bezeichnet, da z. B. die Akitsu Maru für Landungsoperationen 27 Daihatsu-Landungsboote aufnehmen konnte.

## Uniformen und Ausrüstung
Das Personal der Heeresluftwaffe trug als integraler Bestandteil des Heeres die standardmäßigen Heeresuniformen. Nur die Uniformen des fliegenden Personals und der Bodenmannschaften wiesen himmelblaue Streifen auf. Offiziere trugen ihre Rangabzeichen auf himmelblauen Aufnähern.

## Militärische Ränge
siehe Militärische Ränge im Zweiten Weltkrieg